# Chevrolet Fleetline
De Chevrolet Fleetline was een productlijn van Chevrolet. De wagen werd door General Motors uitsluitend geproduceerd in de Verenigde Staten. Naast de verkoop aan particulieren werden er enkele duizenden verkocht aan de United States Army.